# Earl Beatty

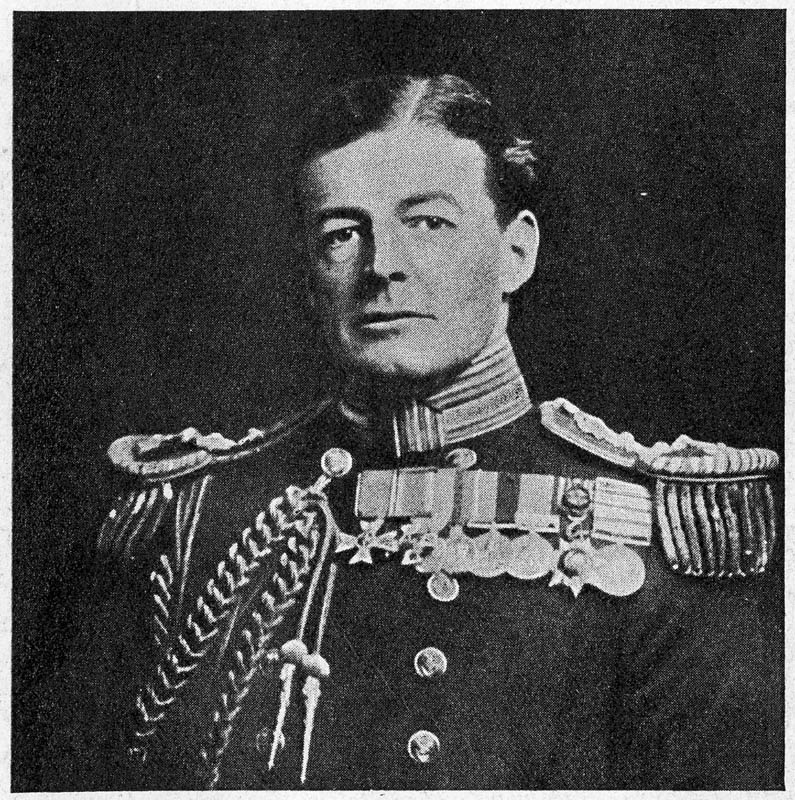
David Beatty, 1. Earl Beatty

Wappen der Earls Beatty

Earl Beatty ist ein erblicher britischer Adelstitel in der Peerage of the United Kingdom.

## Verleihung
Der Titel wurde am 27. September 1919 für Admiral David Beatty geschaffen. Dieser hatte im Ersten Weltkrieg zunächst die britischen Schlachtkreuzer in den Gefechten bei Helgoland (1914) und auf der Doggerbank (1915) sowie in der Skagerrakschlacht (1916) kommandiert. Später wurde er dann Kommandeur der Grand Fleet.

## Nachgeordnete Titel
Zusammen mit der Earlwürde wurden Beatty die nachgeordneten Titel Viscount Borodale, of Wexford in the County of Wexford, und Baron Beatty, of the North Sea and of Brooksby in the County of Leicester, verliehen. Beide Titel gehören ebenfalls zur Peerage of the United Kingdom. Der erstgenannte Titel wird als Höflichkeitstitel vom Heir Apparent des jeweiligen Earls geführt.

## Liste der Earls Beatty (1919)
- David Richard Beatty, 1. Earl Beatty (1871–1936)
- David Field Beatty, 2. Earl Beatty (1905–1972)
- David Beatty, 3. Earl Beatty (* 1946)

Titelerbe ist der Sohn des jetzigen Earls, Sean David Beatty, Viscount Borodale (* 1973).